# 切支丹屋敷

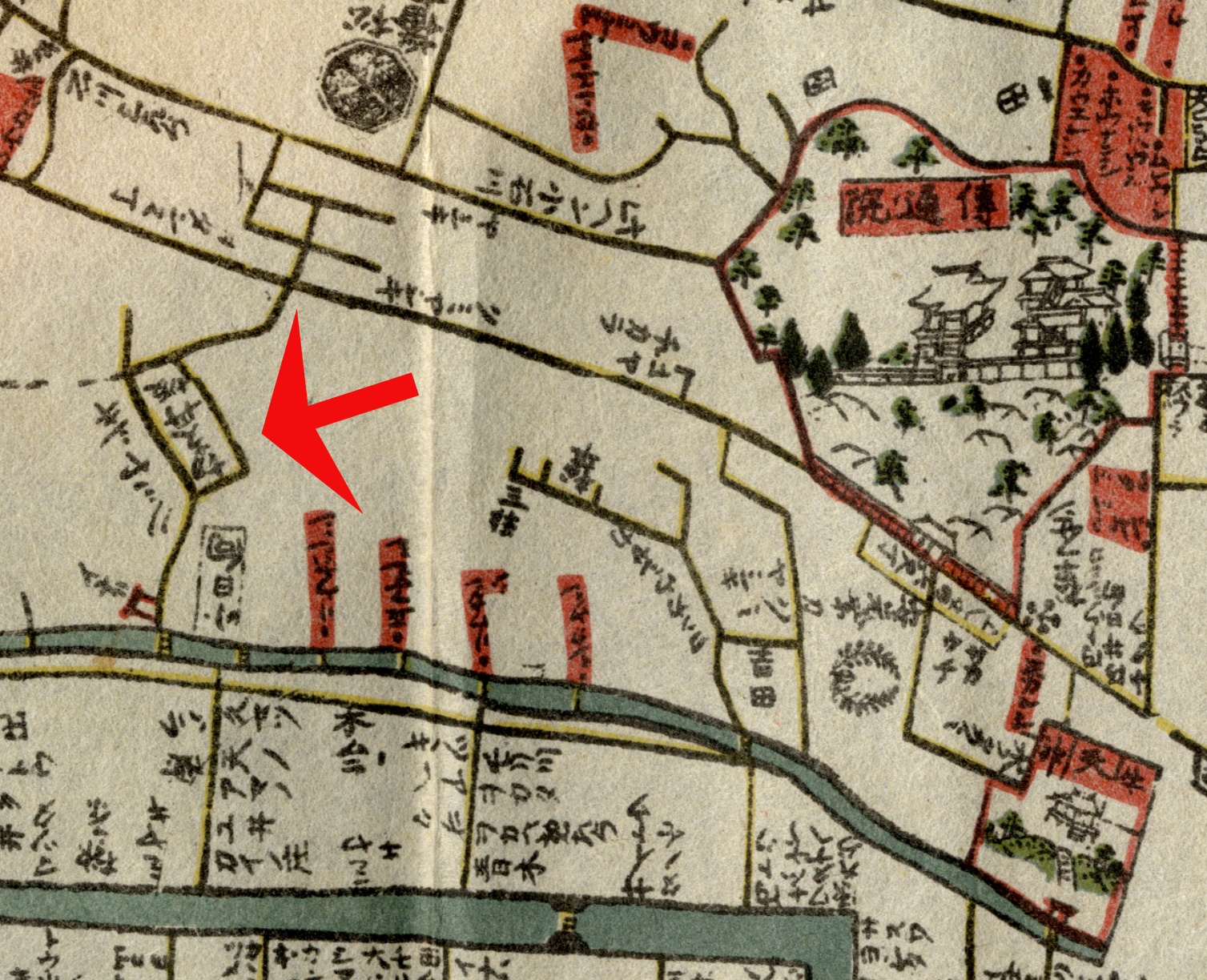
切支丹坂（江戸図､菅原茂兵衛､明和8年

切支丹屋敷跡の碑

切支丹屋敷（きりしたんやしき）は、江戸時代に江戸小石川小日向（現在の東京都文京区小日向1-24-8）にあったキリシタンを収容する屋敷である。新井白石の『西洋紀聞』内には「きりしたむ屋敷」の表記で現れている。山屋敷とも呼ばれる。近年の研究では、2013年（平成25年）の宮永孝による論文に詳しい。

## 沿革
幕末に水戸斉昭によって編まれた『息距篇』の小日向志の項に切支丹屋敷に関して比較的詳しい記述がある。それによると、小石川の切支丹屋敷というのは茗荷谷付近にあった井上筑後守政重の別業で、大目付だった井上が宗門奉行となってから中に牢獄や番所を拵えた。これが正保3年（1646年）のことである。寛永20年 (1643年) 5月にシチリアのパレルモから「シヨセイフロウロ」という者が日本宣教のため密入国したが捕まり、江戸へ回送されて伝馬町の牢獄に押込められていたところ、井上が自分の屋敷で預かると言い出し、その後、切支丹屋敷へ身柄を移した。その際に、内部に牢獄を作った。『息距篇』では「シヨセイフロウロ」と書かれているが、現在では、寛永20年に捕まった人物は1人ではなく、筑前国に漂着したイタリアの宣教師ジュゼッペ・キアラ、ペトロ・マルクエズら10人であることがわかっている。
以後、密入国した宣教師が江戸に回送された時はここに幽閉されるようになった。ただし、切支丹専用の施設だったというわけでもなく、明暦の大火の際に伝馬町の牢獄が使えなくなった時期には、ここが罪人の牢獄・拷問場所として使われたと伝えられている。
切支丹屋敷に最後に幽閉されたのは、『西洋紀聞』で有名な「ヨハンハツテイスタシロウテ」(シドッチ) である。シドッチは宝永5年（1708年）に屋久島に上陸し、長崎を経て江戸に送られ、この屋敷で新井白石の尋問を受けた。
シドッチ以後、宣教師が密入国することは絶え、宣教師の牢獄としての役目を果たすことはなくなった。シドッチが正徳4年（1714年）に没した後は収容される者もいなくなり、切支丹屋敷は享保9年（1724年）か10年頃に火災で焼失、その後は再建されることもなく放置された。以後、宗門奉行の業務は転び切支丹類族帳、切支丹宗門改帳の受け取りなどに限られるようになった。
寛政4年（1792年）に宗門奉行の廃止と同時に正式に廃された。寛政年間には、佐橋長門守が奉行をしていた時期、畑にする計画が進んだが、刑場だったため、穢れた場所でよろしくないとの言上があり、沙汰やみになった。
2014年7-8月、切支丹屋敷跡へのマンション建設に伴い調査が行われ、3体の遺骨が発掘された。DNA解析の結果、うち1体はイタリア人のグループに属する男性であり、シドッチの遺骨であるとみられている。

## 現在
切支丹屋敷の跡地の一部に、切支丹屋敷跡の記念碑と、拷問にあった信者の八兵衛を生き埋めにして石を置いたという「夜なき石（八兵衛石）」がある。碑の向かい側一帯の跡地は2016年現在マンションになっている。また、この碑の近くの坂は切支丹坂（幽霊坂）と呼ばれている。坂の位置は諸説あるが、文京区教育委員会は碑から1ブロック南下した位置から東方向にある地下鉄丸ノ内線ガード下の隧道まで続く坂を切支丹坂としている。

### 近隣・近隣の坂
- 小石川車両基地
- 文京区立茗台中学校
- 文京区立小日向台町小学校
- 播磨坂
- 小石川郵便局
- 切支丹坂
- 庚申坂
- 藤坂
- 荒木坂
- 蛙坂
- 釈迦坂
- 茗荷坂

### 交通
- 東京メトロ丸ノ内線茗荷谷駅より徒歩約6分
- 東京メトロ有楽町線江戸川橋駅より徒歩約11分
- 都営バス小石川4丁目停留所より徒歩約8分